# Arcada del carrer Unió
L'Arcada del carrer Unió és una obra de Vilajuïga (Alt Empordà) inclosa a l'Inventari del Patrimoni Arquitectònic de Catalunya.

## Descripció
Situades al nord del nucli urbà de Vilajuïga, al sector sud del veïnat de Dalt de la població, al tram final del carrer Unió.
Es tracta de dues grans arcades d'arc de mig punt, que integren un cos avançat situat davant la façana principal. Estan bastides amb rebles de pedra disposats a sardinell, i lligats amb morter de calç. Les arcades es fonamenten damunt de pilars de secció quadrada, integrats al parament. La resta de la construcció presenta pedra de diverses mides, lleugerament desbastada, també lligada amb morter de calç. Actualment, ambdues obertures donen pas a la porta principal i a la del garatge, per accedir a l'interior de l'edifici. A més a més, des del primer pis, el cos avançat s'utilitza com a terrassa.